# Való Világ 2
A Való Világ 2 az RTL saját fejlesztésű valóságshow-jának második szériája, amely 2003. január 1-jén indult, és 2003. május 31-én Laci győzelmével ért véget. Nyereménye egy HORIZONT családi ház, egy Audi A3-as gépkocsi, 2 luxusutazás, valamint 1 éven keresztül havonta 1 millió forint volt.

## Háttér
A második Való Világ is bővelkedett izgalmakban, drámákban és váratlan helyzetekben. Az egyik szereplő például a villában jött rá, hogy valójában vonzódik a saját neméhez: Rita úgy költözött ki a házból, hogy egy párt alkotott Kismocsokkal, a kapcsolatnak kint sem lett vége. Gábort is érte némi meglepetés odabent: a villában tudta meg, hogy apa lesz, igaz, később különvált gyermeke anyjától.
Az első szériától eltérően a párbajra kiválasztott játékosnak kettő embert kellett megneveznie a kihíváson. Nézői szavazatok alapján dőlt el, hogy a két kihívott közül ki vegyen részt a párbajban.

### Villalakó-jelöltek
A vastagon szedett jelölt költözhetett be a villába.
| Kategória                | 1. jelölt | 1. jelölt         | 2. jelölt | 2. jelölt         | 3. jelölt | 3. jelölt         |
| ------------------------ | --------- | ----------------- | --------- | ----------------- | --------- | ----------------- |
| 1. beszavazó show        | Atosz     | (12 857) (31,72%) | Gábor     | (14 592) (35,99%) | Levi      | (13 091) (32,29%) |
| 2. beszavazó show        | Zoltán    | (34 427) (41,52%) | Sziszi    | (36 698) (44,26%) | Vica      | (11 785) (14,22%) |
| 3. beszavazó show        | Csöpke    | (36 105) (44,65%) | Zera      | (12 601) (15,58%) | Pepe      | (32 154) (39,77%) |
| 4. beszavazó show        | Elbandi   | (36 162) (29,54%) | Kismocsok | (44 290) (36,18%) | Nóra      | (41 977) (34,28%) |
| 5. beszavazó show        | Dóra      | (18 091) (26,63%) | Norbi     | (13 155) (19,37%) | Péter     | (36 682) (54,00%) |
| 6. beszavazó show        | Béka      | (12 573) (37,53%) | Juci      | (9 509) (28,39%)  | Denis     | (11 415) (34,08%) |
| 7. beszavazó show        | Peru      | (18 610) (32,08%) | Laci      | (25 959) (44,75%) | Szabina   | (13 435) (23,16%) |
| 8. beszavazó show        | Anikó     | (26 941) (33,57%) | Gyurma    | (24 766) (30,86%) | Elvis     | (28 540) (35,57%) |
| 9. beszavazó show        | Gyuri     | (11 482) (29,98%) | Mónika    | (15 769) (41,17%) | Helga     | (11 049) (28,85%) |
| 10. beszavazó show       | Rita      | (26 011) (54,39%) | Mesi      | (14 058) (29,39%) | Timi      | (7 757) (16,22%)  |
| 11. beszavazó show       | Gyula     | (11 637) (18,57%) | Andi      | (24 216) (38,64%) | Zsolti    | (26 804) (42,77%) |
| 12. beszavazó show       | Alíz      | (19 065) (28,40%) | Sebi      | (11 230) (16,73%) | Solya     | (36 823) (54,86%) |
| 13. Extra beszavazó show | Denis     | (45 011) (43,17%) | Levi      | (12 358) (11,85%) | Anikó     | (46 885) (44,97%) |

## Villalakók
| Név                       | Életkor | Lakhely         | Szavazatszám (beszavazás) | Beköltözés ideje |
| ------------------------- | ------- | --------------- | ------------------------- | ---------------- |
| Gábor (Kendefi Gábor)     | 27      | Budapest        | 14 592                    | 2003. január 1.  |
| Sziszi (Fekete Szilvia)   | 24      | Mosonmagyaróvár | 36 698                    | 2003. január 2.  |
| Csöpke (Sulyok Nikoletta) | 23      | Abony           | 36 105                    | 2003. január 3.  |
| Kismocsok (Varga Andrea)  | 25      | Polgárdi        | 44 290                    | 2003. január 4.  |
| Péter (Szabó Péter)       | 24      | Bicske          | 36 682                    | 2003. január 5.  |
| Béka (Utasi Béla)         | 30      | Kecskemét       | 12 573                    | 2003. január 6.  |
| Laci (Vitkó László)       | 31      | Serényfalva     | 25 959                    | 2003. január 10. |
| Elvis (Baka Szilárd)      | 28      | Budapest        | 28 540                    | 2003. január 11. |
| Mónika (Havasi Mónika)    | 22      | Budapest        | 15 769                    | 2003. január 15. |
| Rita (Kobza Rita)         | 27      | Debrecen        | 26 011                    | 2003. január 16. |
| Zsolti (László Zsolt)     | 28      | Budapest        | 26 804                    | 2003. január 17. |
| Solya (Kovács Orsolya)    | 20      | Budapest        | 36 823                    | 2003. január 18. |
| Anikó (Molnár Anikó)      | 27      | Pomáz           | 46 885                    | 2003. január 19. |

## Kiválasztás
| Villalakók   | 1.                                               | 2.                                                | 3.                                                | 4.                                                   | 5.                                             | 6.                                                | 7.                                                 | 8.                                              | 9.                                                 | 10.                                               | Státusz                                     |
| Villalakók   | 2003                                             | 2003                                              | 2003                                              | 2003                                                 | 2003                                           | 2003                                              | 2003                                               | 2003                                            | 2003                                               | 2003                                              | Státusz                                     |
| ------------ | ------------------------------------------------ | ------------------------------------------------- | ------------------------------------------------- | ---------------------------------------------------- | ---------------------------------------------- | ------------------------------------------------- | -------------------------------------------------- | ----------------------------------------------- | -------------------------------------------------- | ------------------------------------------------- | ------------------------------------------- |
| Laci         | Elvis                                            | Mónika                                            | Gábor                                             | Kismocsok                                            | Rita                                           | Solya                                             | Béka                                               | Gábor                                           | Anikó                                              | Gábor                                             | Győztes (142 napot töltött a Villában)      |
| Anikó        | Mónika                                           | Sziszi                                            | Elvis                                             | Sziszi                                               | Péter                                          | Sziszi                                            | Sziszi                                             | Béka                                            | Péter                                              | Péter                                             | 2. helyezett (134 napot töltött a Villában) |
| Péter        | Laci                                             | Rita                                              | Anikó                                             | Gábor                                                | Solya                                          | Zsolti                                            | Solya                                              | Anikó                                           | Anikó                                              | Gábor                                             | 3. helyezett (148 napot töltött a Villában) |
| Gábor        | Kismocsok                                        | Sziszi                                            | Kismocsok                                         | Kismocsok                                            | Sziszi                                         | Sziszi                                            | Sziszi                                             | Béka                                            | Sziszi                                             | Laci                                              | Kiszavazva (145 napot töltött a Villában)   |
| Sziszi       | Gábor                                            | Mónika                                            | Anikó                                             | Gábor                                                | Anikó                                          | Anikó                                             | Solya                                              | Anikó                                           | Anikó                                              |                                                   | Kiszavazva (142 napot töltött a Villában)   |
| Béka         | Mónika                                           | Elvis                                             | Anikó                                             | Solya                                                | Rita                                           | Zsolti                                            | Laci                                               | Gábor                                           |                                                    |                                                   | Kiszavazva (133 napot töltött a Villában)   |
| Solya        | Mónika                                           | Sziszi                                            | Zsolti                                            | Béka                                                 | Laci                                           | Péter                                             | Laci                                               |                                                 |                                                    |                                                   | Kiszavazva (107 napot töltött a Villában)   |
| Zsolti       | Sziszi                                           | Elvis                                             | Gábor                                             | Solya                                                | Laci                                           | Péter                                             |                                                    |                                                 |                                                    |                                                   | Kiszavazva (94 napot töltött a Villában)    |
| Rita         | Laci                                             | Mónika                                            | Péter                                             | Laci                                                 | Laci                                           |                                                   |                                                    |                                                 |                                                    |                                                   | Kiszavazva (73 napot töltött a Villában)    |
| Kismocsok    | Gábor                                            | Gábor                                             | Gábor                                             | Gábor                                                |                                                |                                                   |                                                    |                                                 |                                                    |                                                   | Kiszavazva (72 napot töltött a Villában)    |
| Elvis        | Laci                                             | Zsolti                                            | Péter                                             |                                                      |                                                |                                                   |                                                    |                                                 |                                                    |                                                   | Kiszavazva (50 napot töltött a Villában)    |
| Mónika       | Laci                                             | Sziszi                                            |                                                   |                                                      |                                                |                                                   |                                                    |                                                 |                                                    |                                                   | Kiszavazva (34 napot töltött a Villában)    |
| Csöpke       | Laci                                             |                                                   |                                                   |                                                      |                                                |                                                   |                                                    |                                                 |                                                    |                                                   | Kiszavazva (30 napot töltött a Villában)    |
|              |                                                  |                                                   |                                                   |                                                      |                                                |                                                   |                                                    |                                                 |                                                    |                                                   |                                             |
| Kiválasztott | Laci                                             | Sziszi                                            | Anikó                                             | Gábor                                                | Laci                                           | Péter                                             | Sziszi                                             | Anikó                                           | Anikó                                              | Gábor                                             |                                             |
| Kihívottak   | Csöpke (21 768) Elvis (20 643)                   | Gábor (13 711) Mónika (21 946)                    | Béka (13 496) Elvis (45 446)                      | Kismocsok (83 343) Péter (10 884)                    | Rita (61 966) Zsolti (21 050)                  | Solya (23 845) Zsolti (26 330)                    | Solya (58 604) Gábor (21 572)                      | Béka (84 836) Laci (37 942)                     | Sziszi (63 122) Péter (42 537)                     | Péter (51 910) Laci (33 830)                      |                                             |
| Párbaj       | Laci (144 126) (66,59%) Csöpke (72 296) (33,41%) | Sziszi (94 722) (62,02%) Mónika (58 013) (37,98%) | Anikó (175 717) (53,27%) Elvis (154 167) (46,73%) | Gábor (357 846) (81,31%) Kismocsok (82 267) (18,69%) | Laci (269 805) (78,06%) Rita (75 819) (21,94%) | Péter (227 292) (69,50%) Zsolti (99 736) (30,50%) | Sziszi (182 165) (51,93%) Solya (168 641) (48,07%) | Anikó (199 448) (78,55%) Béka (54 451) (21,45%) | Anikó (273 938) (53,06%) Sziszi (242 357) (46,94%) | Gábor (344 481) (49,12%) Péter (356 775) (50,88%) |                                             |
| Kiszavazott  | Csöpke                                           | Mónika                                            | Elvis                                             | Kismocsok                                            | Rita                                           | Zsolti                                            | Solya                                              | Béka                                            | Sziszi                                             | Gábor                                             |                                             |

### Finálé

#### A végeredmény
| Finalista | Eredmény       | Eredmény       | Státusz      |
| Finalista | Első kör       | Második kör    | Státusz      |
| --------- | -------------- | -------------- | ------------ |
| Laci      | 402 661 35,15% | 704 901 50,48% | Győztes      |
| Anikó     | 485 187 42,65% | 691 489 49,52% | 2. helyezett |
| Péter     | 249 878 21,96% | 3. helyezett   | 3. helyezett |